# Szao kultúra

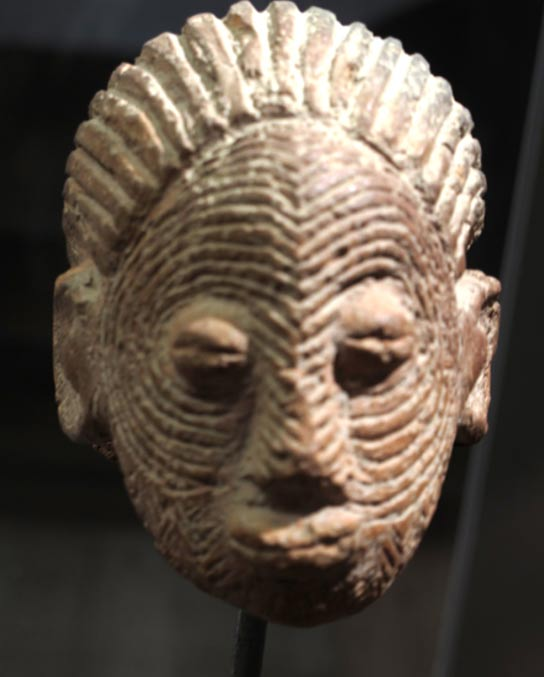
Szao terrakotta szobor

A szao kultúra (más néven Szo) Közép-Afrikában virágzott kb. az i. e. negyedik vagy hatodik századtól egészen az időszámításunk szerinti tizenhatodik századig. A szaók a Csari folyó medencéjénél éltek, azon a területen, amely később Kamerun és Csád része lett. Ők a legkorábbi civilizáció, amely egyértelmű nyomokat hagyott jelenlétéről a mai Kamerun területén. Valamikor a 16. század környékén az iszlámra való áttérés megváltoztatta az egykori szao kultúra jellegét. Ma Észak-Kamerun és Dél-Csád több etnikai csoportja, de különösen a szarák, és a kotokó nép vallják magukat a szao kultúra leszármazottainak.

## Eredet
A szao civilizáció már az i. e. 6. vagy 4. században elkezdődött, és az i. e. első évezred végére a Csád-tó körül és a Csari folyó közelében már jelen volt. A szao városállamok valamikor az i. sz. 9. és 15. század között érték el fejlődésük csúcspontját.
Bár egyes tudósok becslése szerint a Csád-tótól délre fekvő szao civilizáció a 14. vagy a 15. századig tartott, a többségi vélemény szerint valamikor a 16. században, a Bornu Birodalom terjeszkedését követően megszűnt önálló kultúraként létezni. A szao kultúra örököse a mai Észak-Kamerun és Nigéria, valamint Csád délnyugati részén elterülő Kotokó királyság volt.

## Kultúra
Felmerült, hogy a szaók az ókori Egyiptomot meghódító hükszoszok leszármazottai voltak, a Nílus völgyéből délre, Közép-Afrikába költöztek, vagy a Csád-tótól északra fekvő Bilma-oázisból származtak. A szélesebb körben elfogadott elmélet szerint azonban a szaók egyszerűen a Csád-tó medencéjének őslakói voltak, és őshazájuk a tótól délre található. A legújabb régészeti kutatások pedig arra utalnak, hogy a szao civilizáció a térség korábbi kultúráiból (például a Gajiganna-kultúrából, amely i. e. 1800 körül kezdődött, és i. e. 800 körül kezdett erődített városokat építeni), fokozatosan egyre összetettebbé vált. Az olyan lelőhelyek, mint a Csád-medencei Zilum, példák erre. A leletek azt mutatják, hogy a szao kultúra a bronz, réz és vas feldolgozási ismereteivel rendelkező, kifinomult civilizáció volt. A leletek között találhatók bronz és terrakotta szobrok emberi és állati alakokról, érmék, temetkezési urnák, háztartási eszközök, ékszerek, gazdagon díszített kerámiák és lándzsák. A legtöbb szao kultúrához köthető lelet a Csád-tótól délre került elő.
G.T. Stride ezeket a fontos tényeket közli a szao civilizációról:

„A szaó nép jelentős politikailag és művészileg fejlett volt. Bár soha nem egyesültek hatékonyan egy államba, városállamokat alakítottak ki, amelyek az erős helyi védekezés központjai voltak ... Minden várost erős védőfal vett körül, és uralta a környező vidék életét, amelyet egyszerre védett és irányított. A kormányzás egy bonyolult rendszer alapján történt, amelynek élén egy isteni uralkodó állt ... Az uralkodók az ünnepélyes alkalmakat leszámítva ritkán jelentek meg nyilvánosan, és még ilyenkor is paravánnal voltak elrejtve a közvélemény elől. A nők köztiszteletben álló helyet foglaltak el a társadalomban, és az anyakirálynő és az uralkodó idősebb testvére jelentős politikai befolyást gyakorolt az államok kormányzására. A nép főként letelepedett földművesekből állt, de voltak közöttük jelentős ipari és művészi érdemeket szerzett kézművesek is. Képesek voltak mind az agyag, mind a fém megmunkálására, hogy háztartási eszközöket, szerszámokat és vallási célú műalkotásokat készítsenek. A régészek által talált lenyűgöző tárgyak közé tartoznak a temetkezési urnák, állat- és emberfigurák mind agyagból, mind bronzból. Mindezt körülbelül Kr. u. 700 előtt érték el... A kormányzat és a civilizáció erejét legjobban a kanem és a bornu birodalmakkal szembeni hosszú ellenállásuk bizonyítja, valamint az a tény, hogy a kanurik számos kulturális jellemzőjüket [később] a szaó kultúrából vették át.”

– G.T. Stride, Nyugat-Afrika népei és birodalmai (Peoples and Empires of West Africa) 

A Csád-tó medencéjében élő népek, mint például a buduma, gamergu, kanembu, kotokó és musgum, hiszik, hogy a szao kultúrából származnak. Lebeuf támogatja ezt a kapcsolatot, és a logone-birni nép guti és tukuri alcsoportjainak alkotásaiban a szao művészet nyomait fedezte fel. A szóbeli történetek további részletekkel szolgálnak a népről: A szaók több, apai ágon öröklődő nemzetségből álltak, amelyek egyetlen nyelvvel, néppel és vallással rendelkező államalakulatba tömörültek. Ezekben az elbeszélésekben a szaók óriásokként és hatalmas harcosokként jelennek meg, akik meghódították szomszédjaikat.

## Fordítás
Ez a szócikk részben vagy egészben  a   Sao civilisation című angol Wikipédia-szócikk ezen változatának fordításán alapul.  Az eredeti cikk szerkesztőit annak laptörténete sorolja fel. Ez a jelzés csupán a megfogalmazás eredetét és a szerzői jogokat jelzi, nem szolgál a cikkben szereplő információk forrásmegjelöléseként.